# ゲゾラ・ガニメ・カメーバ 決戦!南海の大怪獣
『ゲゾラ・ガニメ・カメーバ 決戦！ 南海の大怪獣』（ゲゾラ ガニメ カメーバ けっせん なんかいのだいかいじゅう）、1970年（昭和45年）8月1日に夏休み東宝チャンピオンまつりの1本として公開された東宝製作の特撮映画作品。カラー、シネマスコープ。監督は本多猪四郎、主演は久保明。
初期のポスターなどでは、怪獣名のない『決戦！南海の大怪獣』と表記されていた。

## 概要
特技監督の円谷英二が死去した後に公開された初の東宝特撮作品であり、特撮パートは円谷の愛弟子だった有川貞昌がメガホンを取った。3頭すべて非人型の新怪獣という東宝怪獣映画史上唯一の趣向で挑んだ意欲作であり、脚本もこの路線初参入の小川英が迎えられた。
怪獣の新たな方向性を目指し、生物としてのリアリティが強調され、特撮の操演技術が高く評価されている。しかし、キャラクターとしての個性や魅力の弱さから人気は得られなかった。
監督の本多猪四郎は本作品の後に『メカゴジラの逆襲』（1975年）まで怪獣映画を担当せず、有川も本作品の翌年に東宝を退社して特殊技術課も解散し、東宝の俳優契約も改定されるなどしたため、従来の体制による東宝特撮映画としては本作品が最後となった。

## あらすじ
4か月前、木星調査に旅立った無人ロケット・ヘリオス7号が宇宙空間でアメーバ状の宇宙生物に寄生され、消息不明となった。
数か月後、週刊誌カメラマンの工藤太郎は南太平洋に落下するヘリオス7号を目撃し、その謎を調査するために落下地点付近の孤島セルジオ島の宣伝写真撮影依頼を受注した。セルジオ島では「アジア開拓」によるレジャー・ランドの観光開発計画が進められていたが、同社の技師・佐倉と横山は釣りをしている最中に巨大な怪獣の襲撃を受け、佐倉が捕食されてしまう。怪獣の正体は宇宙生物に寄生されて巨大化したイカだったが、島の祈祷師オンボはそれを島に伝わる伝説の怪物ゲゾラと同一視する。
数日後、工藤とアジア開発の宣伝部員・星野アヤ子、生物学者で生態観察顧問の宮恭一、風俗研究家を名乗る産業スパイ・小畑誠が島に到着するが、島民たちはゲゾラを怒らせた日本人を「悪魔の使い」として迫害する。工藤たちは横山に事情を聞こうとするが、恐怖で錯乱した横山は島からの脱出を図ってゲゾラに捕食され、彼を止めようとした案内人のリコもショックで記憶喪失に陥ってしまう。海底に沈んだヘリオス7号を調査していた工藤らもゲゾラの襲撃を受けるが、付近にイルカの群れが接近するとゲゾラは逃げ去っていった。その直後、上陸したゲゾラは島民たちの集落を襲撃するが、焚き火に怯んだことから高熱に弱いことが発覚する。工藤は島民たちと力を合わせてガソリンを利用した罠を仕掛け、ゲゾラを倒す。
一同は島に遺棄されていた旧日本軍の銃火器を利用してゲゾラの再来に備えるが、今度は銃弾すら通用しない巨大カニの怪獣ガニメの襲撃を受ける。壮絶な死闘の末、弾薬庫の爆発に巻き込むことによって銃火器を失う代わりにガニメを倒した一同は、リコと恋人・サキとの結婚式の途中でリコの記憶が回復したことがきっかけで、怪獣たちがコウモリやイルカの放つ超音波を恐れることを知り、コウモリの生息する洞窟に隠れて怪獣をやり過ごすことになる。しかし、宇宙生物が小畑に寄生して洞窟内にガソリンと火を放ち、コウモリを焼き殺そうと目論んだうえ、洞窟外に2体目のガニメと巨大なカメの怪獣カメーバが現れたことにより、一同は絶体絶命の危機に追い詰められる。
しかし、アヤ子の必死の説得に心を動かされた小畑は宇宙生物に反抗し、コウモリを空へ解き放つ。コウモリの超音波によってガニメとカメーバは錯乱して同士討ちを始め、火山の火口へ落下する。そして、小畑もまた自らの体内に寄生する宇宙生物を抹殺すべく、火口へ身を投じる。かくして、地球の平和は保たれたのだった。

## 登場怪獣
- 「ゲゾラ」、「ガニメ」、「カメーバ」のネーミングは、本編チーフ助監督の谷精次によるもの[40][41]。劇中では、セルジオ島の島民が付けた名前という設定になっている。
- スチル写真やオープニング画面などではゲゾラ、ガニメ、カメーバが交戦しているが、劇中では3体同時に登場していない[出典 12]。

### 宇宙生物
無人宇宙船ヘリオス7号に付着して地球に飛来したアメーバ状の生物。高度な進化の末に肉体を失った種族とされ、宇宙アメーバとも呼ばれる。アメーバ状の状態では細胞を変化させることにより、金属原子の間をすり抜けることも可能である。また、他の生物に取りついて巨大怪獣化させる能力を持つほか、邪悪な高い知性を有しており、人間に取りつくことによってその肉体を支配し、それを介して会話することも可能である。取りつかれた人間は、力が10倍になる。長い放浪の末に地球にたどり着き、その侵略を企むようになる。
コウモリやイルカが発する超音波が弱点であり、これを受けると精神が破壊されて混乱を来してしまう（取りついた最中でも同様であり、ガニメとカメーバはこれで同士討ちに陥る）。そのため、取りついた小畑の肉体を使って島中のコウモリを焼き殺そうとするが、アヤ子の説得で正気を取り戻した小畑の抵抗に遭って失敗する。最後は、ガニメとカメーバに取りついていた個体らが交戦の果てに各怪獣ごと火口へ落下したうえ、小畑に取りついていた個体も彼が自ら火口へ投身したことによって全滅する。
- 資料によっては、名称を宇宙生物ヨグ[1]、アメーバ[50]、宇宙生物ベムラー[28]と記述している。
- 不定形のアメーバ形態のため、アニメーション作画合成で表現された。

### 大いか怪獣 ゲゾラ
宇宙生物が、セルジオ島近海に棲息する頭足網十腕目の軟体動物・カミナリイカ（モンゴウイカ）に取りついて変異した怪獣。名前だけはセルジオ島民に海の怪物として伝承されており、それが名前の由来となっている。灰青色の体色をしており、大量の墨を墨汁管から吐いて敵を10本の長い触腕で捕らえ、大吸盤で強く締めつけて倒す。氷点に近い極低体温によって周囲の海水温を下げたり触れたものを凍らせたりすることができるが、それゆえに超音波だけでなく高熱の火にも極端に弱い。
アジア開発の駐在員の工藤たちに島へ上陸された後、幾度も人間に襲いかかるが、島民たちの村を襲撃した際に松明を嫌ったことから、熱に弱いことが発覚する。最後は進路上に撒かれたガソリンによる火柱が点火して致命傷を負い、海に逃げ込んだところで死亡する。
- 造形は利光貞三と八木勘寿・八木康栄による[出典 22]。両者による怪獣としては最後であった[36]。甲の部分と脚の部分が分割できるようになっており[出典 23]、脚だけが映るシーンは上部分を被らずに演じている[63][注釈 10]。触腕のうち長い2本は操演で動かし[出典 24][注釈 11]、残りの8本は中島が歩くときに体を揺らしている[26][65]。実物大の触腕も製作され、ピアノ線による操演で効果的に使われた[出典 25]。その後、スーツはアトラクション用として銀色に塗装され、1973年ごろにその状態で倉庫に保管されているスチールが残されている[42]。
- 書籍『東宝特撮映画全史』では、体色を灰青色と表記している[63]。
- ストレートすぎるネーミングゆえに反対意見も挙がっていたが、監督の本多猪四郎が好意的であったため、この名前に決まった[60]。脚本ではセルジオ島の伝承の怪物はドドラという名称であったが、完成作品ではすべてゲゾラに置き換えられている[22]。初期案ではゾゲラという名称も存在した[36][4]。
- 特撮テレビドラマ『帰ってきたウルトラマン』に登場したタッコングの身体にある吸盤は、ゲゾラの実物大の触腕に使用した型を流用している[66]。

#### その他の作品に登場するゲゾラ
ファミリーコンピュータ用ゲーム『ゴジラ』（1988年）では、X星人の操る怪獣軍団の1匹という設定で登場し、1面から最終面にかけてボスキャラクターとして出現する。ゴジラ以上の巨体を持つうえ、常に触腕で飛び跳ねながら行動する。攻撃手段は触腕による打撃のみ。時折、プレイヤーが操る怪獣を画面端に追い詰めて封殺してくるが、ダメージは無い。
『ゴジラ FINAL WARS』（2004年）ではライブフィルムで登場する。
書籍『決定版ゴジラ入門』（小学館、1984年）では、「夢の怪獣対決」として「ゴジラ対ゲゾラ」のイラストが描かれている。
アニメ映画『GODZILLA 怪獣惑星』の前日譚に当たる小説『GODZILLA 怪獣黙示録』では、2010年代後半から地中海を縄張りとするようになり、難民の移動を妨げるようになったことが語られている。その後、2039年から行われた「オペレーション・エターナルライト」により、ゲゾラの脅威は排除されたとされる。

### 大蟹怪獣 ガニメ
ゲゾラから分離した宇宙生物が甲殻網短尾亜目の節足動物・カルイシガニに取りついて誕生した怪獣。ゲゾラと違って全身の皮膚が固い鋼鉄のような甲殻で覆われており、銃火器類の攻撃は一切通用しない。敵を大きな泡で包み込むほか、巨大なハサミによる竜巻でひるませ、なぎ倒したり押さえ込んだりすることができる。超音波に弱いほか、ハサミを折られると能力が半減する。泡で攻撃することも可能である。
工藤とアヤ子を執拗に追撃した末に誤って崖から転落して動けなくなり、工藤の機転で付近の旧日本軍の弾薬庫の爆破に巻き込まれて爆発する。しかし、宇宙生物が別のカルイシガニに取りついて2体目が登場する。小畑に取りついた群体の指示で工藤らを襲おうと再度上陸したところを小畑が開放したコウモリの超音波を浴びて凶暴化し、仲間であるはずのカメーバと同士討ちとなる。
- 命名した谷精次によると、監督の本多や東宝プロデューサーの田中友幸らには反対されたが、プロデューサーの田中文雄が「漫画でニャロメというキャラクターが流行っている」と助け舟を出し、谷も従来の「○○ゴン」のようなありきたりなものではなく、3体とも濁点を入れた名前とすることを主張し、これが通ったという[41]。
- 造形は安丸信行と八木勘寿・八木康栄による[出典 35][注釈 15]。スーツアクターはゲゾラ同様、中島春雄[7]。スーツアクターはしゃがんで入る構造となっており、人間の体型を感じさせないシルエットとなっている[出典 36]。甲羅はFRP製[74]。口から泡を吹く仕掛けが組み込まれ、左右の顎と眼球がリモコンで動く。背中にはギミック用のボンベやチューブが仕込まれていたため、相当な重量であった[65]。全身の毛はシュロを使用した[出典 37]。腹部は体毛でファスナーを隠している[75]。実物大のハサミも製作された[出典 38]。
- 特殊技術の有川貞昌は、このガニメの口の部分の気持ち悪さや泡のギミックに特にこだわったとコメントしている[63]。造形を手掛けた安丸は、利光貞三が『ゴジラ・エビラ・モスラ 南海の大決闘』で手掛けたエビラを参考にしており、それよりもいいものを目指したと述べている[75]。演じた中島は、記憶にないと述べている[26]。
- 書籍『東宝特撮映画全史』では、体色を橙色と表記している[63]。

#### その他の作品に登場するガニメ
- 映画『ゴジラ×モスラ×メカゴジラ 東京SOS』では、画面には映らないが特生自衛隊特殊生物研究本部のDNA貯蔵庫に保管されている多数の怪獣のDNAの1つにその名が記されている[76]。
- PlayStation用ゲーム『ゴジラ トレーディングバトル』（1998年）では、ゴジラと共演しているほか、本作品の怪獣で唯一オープニングにも出演している。
- アニメ映画『GODZILLA 怪獣惑星』の前日譚に当たる小説『GODZILLA 怪獣黙示録』では、生息地のベーリング海にてカニ漁を行うアメリカ漁船を襲撃していることが語られている[77]。その後、2047年12月に北米ヘドラ研究所を襲撃した「赤い外骨格と鋼鉄製の扉を溶解する能力を持つ甲殻類のような群体生物」がベーリング海から南下したガニメの亜種と考えられているが、人類が喪失した大陸での調査は行えず詳細は不明のままである[78]。

## 登場メカニック
ヘリオス7号
国連宇宙局が打ち上げた木星探査を目的としたロケット。無人のカプセルを搭載しており、資料を採取して約3年後に地球へ帰還する予定であった。しかし、打ち上げから約4か月後に消息を絶ったカプセルは謎の宇宙生物に制御系を乗っ取られ、そのまま地球に帰還してセルジオ島近海へ落下し、ゲゾラ・ガニメ・カメーバを出現させる要因となる。
- ミニチュアは、ロケットが2.4メートル、カプセルが50センチメートル。冒頭の打ち上げシーンで用いられたミニチュアはパースモデルであり、発射台は斜めに組み立てられている。ロケットやカプセル部分のデザインは、アポロ計画で用いられたアポロ司令・機械船の影響がみられる。
- 船内の描写はマットアートで表現された。
- 撮影後、カプセル部分のミニチュアは保管を経て特撮テレビドラマ『流星人間ゾーン』で城模型店の商品棚に陳列されている。

## 登場人物
工藤 太郎
本作品の主人公。好奇心旺盛で血気盛んなフリーカメラマン。取材旅行の帰途、セルジオ島の上空にてヘリオス7号の墜落を目撃し、真相究明と怪物伝説の謎を追うべく、セルジオ島の開発調査に宣伝カメラマンとして同行する。
星野 アヤ子
本作品のヒロイン。セルジオ島の観光開発を進めるアジア開拓の宣伝部員。現地調査に赴き、怪獣たちの壮絶な死闘に遭遇する。
- 演じた高橋厚子は、船上シーンの撮影で船酔いになり、演技をするのがきつかったと述懐している。

サキ
セルジオ島の現地住民女性。日本人に対しては好意的。
宮 恭一
アジア開拓のセルジオ島生態観察顧問。生物学の権威であり、工藤とは取材を通じて親交がある。現代科学の限界に絶望感を覚えながらも、怪獣たちの撃退方法を必死に模索する。
『ゴジラ×モスラ×メカゴジラ 東京SOS』では名前が言及されている。
小畑 誠
風俗研究家を名乗って工藤たちに接近するが、その正体はアジア開拓のライバル企業に雇われた産業スパイ。怪物伝説を迷信と一蹴し、事件を島民による自作自演だと吹聴していたが、怪獣との遭遇後は抜け駆けして島からの逃走を図るなど、軽薄かつ利己的な言動が目立つ。後半では宇宙生物に取りつかれて破壊活動を行うが、アヤ子の説得で自我を取り戻した直後、意外な行動に出る。
- 脚本の初稿では宇宙生物が抜け出して元に戻る結末であったが、監督の本多猪四郎は制作過程でこれを変更し、自ら死を選ぶことで宇宙生物を死滅させるものとした。小畑を演じた佐原健二は、自由を失う恐怖や憤りなど小畑の心情をどう表現するか本多と語り合ったといい、悪役ながら本多のメッセージが込められた役柄であったと述懐している。

リコ
サキの恋人。島の案内役として開発調査員たちと行動を共にするが、開発事務所にて横山と共にゲゾラの襲撃に遭った結果、一命は取り留めたもののショックで記憶を失ってしまう。
オンボ
セルジオ島の祈祷師。当初は工藤たち一行を「悪魔の使い」と呼んで拒絶していた。
横山
アジア開拓のセルジオ島駐在員。ゲゾラに佐倉を殺害された後、恐怖に駆られた果てに島からの逃走を図ろうとしたところでゲゾラの襲撃に遭い、死亡する。
佐倉
横山の相棒。禁漁区で魚釣りの最中、ゲゾラによって海中へ引きずり込まれて死亡する。

## キャスト
- 工藤太郎[86][87]：久保明
- 星野アヤ子[86][87]：高橋厚子
- リコの恋人サキ[86][87]：小林夕岐子
- 小畑誠[86][87]：佐原健二
- 宮恭一[86][87]：土屋嘉男
- 祈祷師オンボ[86][87]：中村哲
- アジア開発宣伝部長[86][87]：藤木悠
- 島の若者リコ[86][87]：斉藤宜丈
- 美人スチュワーデス[86]：杉原優子
- 週刊トピックス編集長[86]：堺左千夫
- 調査技師横山[86][87]：当銀長太郎
- 調査技師佐倉[86][87]：大前亘
- セルジオ島民[7][10][注釈 17]：権藤幸彦、加藤茂雄、緒方燐作
- ゲゾラ[88][26]、ガニメ[88][26]、久保明のスキューバダイビング吹き替え[26]：中島春雄
- カメーバ[88][89]：中村晴吉

### キャスト（ノンクレジット）
- セルジオ島民：今井和雄[90]、川又由希夫[90]、大川時生[91][92]
- 宇宙生物の声、ナレーター：村越伊知郎[93]

## スタッフ
参照
- 製作：田中友幸、田中文雄
- 脚本：小川英
- 撮影：完倉泰一
- 美術：北猛夫
- 録音：増尾鼎
- 照明：高島利雄
- 音楽：伊福部昭
- 監督助手：谷清次
- 編集：永見正久
- 音響効果：西本定正
- 整音：東宝ダビング
- 協力：東海汽船株式会社
- 現像：東京現像所
- 製作担当者：坂井靖史
- 特殊技術[注釈 18]：有川貞昌
  - 撮影：真野田陽一
  - 光学撮影：徳政義行
  - 美術：井上泰幸
  - 照明：原文良
  - 操演：中代文雄
  - 合成：向山宏
  - 監督助手：中野昭慶
- 監督：本多猪四郎

### スタッフ（ノンクレジット）
- スチール：田中一清[7]
- 撮影（特撮）：富岡素敬[7]
- 光学撮影：川北紘一[7]、宮西武史[7]、小野寺浩[7]
- 編集（特撮）：佐原文吾[7]
- 背景：鈴木福太郎[7]、島倉二千六[7]
- 造型：利光貞三[7]
- スチール（特撮）：田中一清[7]
- 特技監修：円谷英二[7][注釈 19]

## 製作

### 制作経緯
検討用台本の作成時点で病気療養中であった円谷英二は参加意欲を見せていたため、台本には特技監修の肩書きで記載されており、ポスターなどもこれに準じたものが作られている。クランクイン直後の1970年1月25日には円谷が死去し、告別式には撮影を中断して参加したスタッフが、おやじ（円谷）への恩返しと円谷特撮技術の総決算を誓った。
原案は1966年にアメリカとの合作用に書かれた検討用脚本の1つ『怪獣大襲撃』であり、1969年に発表された製作ラインナップにもこのタイトルで記載されている。原案となった検討用脚本では、宇宙からやってきた巨大生物群によって世界規模の天変地異が起こり、人類存亡の危機が迫る中で科学者らが怪獣の弱点を探るという大規模なものとなっていた。この企画は一度見送られたものの、急遽1970年の春休み公開に間に合わせるため、完成済みの脚本が活用されることとなった。ここから1969年時点の製作費に合わせた改稿に時間がかかり、最終的な台本となる『決戦！ 南海の大怪獣』第3稿が完成したのは1970年1月となった。同月に本編の撮影、翌2月に特撮がそれぞれ開始されたが、春休みの公開が危ぶまれたことから夏に延期された。春期プログラムには、本作品の代わりに『キングコング対ゴジラ』（1962年）の再編集版が組み込まれた。

### 撮影
セルジオ島の野外シーンは、1970年2月3日から同月27日まで八丈島にてロケーション撮影が行われた。同期間の八丈島は雪が降るほどの寒さに見舞われており、土屋嘉男や監督の本多猪四郎と一緒にコート姿の高橋厚子を写したスナップが残っている。高橋自身も後年のインタビューで「とても寒かった」と語っているほか、東宝プロデューサーの田中文雄も寒かったことを証言している。助監督の谷清次は、八丈島での予想外の降雪に頭を抱えたほか、行き帰りも天候が荒れて苦労したと述懐している。サキ役の小林夕岐子は、八丈島での寒さに加え、全身にドーランを塗る際にぬるま湯を用いていたことも寒さを助長していたが、（寒さ対策として）背中にカイロを長時間入れていたために火傷するなどの苦労もあったという。
島民役の加藤茂雄は、リハーサルでセリフを片言でしゃべったところ、本多から「普通のしゃべり方でいい」と直され、本多はリアリティよりも子供たちへのわかりやすさを重視していたという。
クライマックスの火山は、オープンセットに約10平方メートルのセットが組まれた。
セルジオ島のコウモリは、形状の異なる複数のミニチュアによる操演で表現された。

### 音楽
音楽は伊福部昭が担当した。各怪獣ごとにテーマが設けられているが、伊福部は生物が巨大化しただけの怪獣には音楽的要素が感じられなかったといい、大した楽曲は書くことができなかったと述べている。メインタイトルはガニメのテーマとなっている。楽器編成では、コンボオルガンやエレクトーン、ヴィブラフォンなどが特徴的に用いられている。
劇中のセルジオ島民の祈祷歌は、『キングコング対ゴジラ』での、ファロ島民の祈祷歌をアレンジしたものが使われている。

## 同時上映
- 巨人の星 宿命の対決
- アタックNo.1 涙の回転レシーブ
- みにくいアヒルの子（人形アニメーション）

## 映像ソフト
- VHS 品番 TG4234[18][104]
- LD 品番 TLL2216[104]
- DVD
  - 2005年6月24日に発売された[105]。オーディオコメンタリーは製作の田中文雄が務めた[105]。
  - 2014年2月7日、期間限定プライス版として再発売された[106]。
  - 2015年8月19日、東宝DVD名作セレクションとして再発売された[107]。
- Blu-ray Disc
  - 2022年6月15日に発売された『東宝 怪獣・特撮 Blu-ray 2枚組』に収録[108]。

## その他の作品
ソノシート『ゲゾラ・ガニメ・カメーバ 決戦!南海の大怪獣』
朝日ソノラマから1970年7月20日に発売された。脚色は辻真先が手掛けた。